# Western Canada Hockey League (1932–1933)
Die Western Canada Hockey League (kurz: WCHL) war eine kanadische Eishockey-Minor League, die ausschließlich in der Saison 1932/33 bestand. Der einzige Gewinner der WCHL waren die Calgary Tigers. Eine gleichnamige Eishockeyliga existierte von 1921 bis 1926.

## Geschichte
Die Western Canada Hockey League wurde 1932 gegründet und sollte als Minor League die Tradition der gleichnamige Eishockeyliga fortsetzten, die von 1921 bis 1926 als Major League fungierte. Die neue WCHL bestand ausschließlich aus Mannschaften, die bereits in der früheren WCHL gespielt hatten. Die Regina Capitals beendete sogar die Saison 1932/33 als Vancouver Maroons in Vancouver, British Columbia, ein Name der ebenfalls von einem ehemaligen Team der alten WCHL verwendet worden war. Nachdem die Liga nach nur einem Jahr gescheitert war, wechselten die Calgary Tigers und die Edmonton Eskimos in die neu gegründete North West Hockey League.

## Mannschaften
Folgende Teams nahmen am Spielbetrieb der WCHL teil:
- Calgary Tigers (1932–1933)
- Edmonton Eskimos (1932–1933)
- Saskatoon Crescents (1932–1933)
- Regina Capitals/Vancouver Maroons (1932–1933)

## Saison 1932/33
Die Saison 1932/33 war die einzige Spielzeit der Western Canada Hockey League. Die vier Teams absolvierten in der regulären Saison jeweils 30 Begegnungen. Meister wurden die Calgary Tigers.

### Abschlusstabelle
Abkürzungen: GP = Spiele, W = Siege, L = Niederlagen, T = Unentschieden, OTL = Niederlage nach Overtime, GF = Erzielte Tore, GA = Gegentore, Pts = Punkte
|                                   | GP | W  | L  | OTL | GF  | GA | Pts |
| --------------------------------- | -- | -- | -- | --- | --- | -- | --- |
| Calgary Tigers                    | 30 | 16 | 10 | 4   | 70  | 61 | 36  |
| Regina Capitals/Vancouver Maroons | 30 | 15 | 13 | 2   | 110 | 97 | 32  |
| Edmonton Eskimos                  | 30 | 11 | 14 | 5   | 81  | 86 | 27  |
| Saskatoon Crescents               | 30 | 11 | 16 | 3   | 82  | 99 | 25  |